# Putování skřítka Hajáska
Putování skřítka Hajáska je český kreslený vědeckofantastický seriál vysílaný jako televizní Večerníček. Natočil ho pro Krátký film Praha v roce 1979 Jaroslav Boček podle vlastního textu, který vycházel v roce 1978 jako čtení na pokračování v časopise Mateřídouška. Postavy namluvil Luděk Munzar, výtvarníkem byl Radek Pilař. Československá televize uvedla seriál poprvé v prosinci 1980.

## Děj
Hlavní postavou je uspávací skřítek Hájasko, který bydlí u Hamerského rybníka na předměstí Prahy. Jednoho dne se vydá svým autíčkem Cililink do Kodaně na oslavu narozenin strýčka Oleho Zavřiočka, ale u Litoměřic potká mimozemšťana Pišpuntu, kterému se pokazil létající talíř. Hajásko mu pomůže spravit karburátor a Pišpunta jej za odměnu vezme na cestu po různých planetách, kde potkávají jejich pozoruhodné obyvatele.

## Seznam dílů
- 1. Jak se Hajásko dostal do města Kodaně
- 2. Jak rozsoudili dva opeřence
- 3. Jak pochopili, že stálá proměna je radost
- 4. Co zažili mezi rybošupinatci
- 5. Jak se mohli utancovat
- 6. Jak je kosmický vítr zanese na planetu okurek a dýní
- 7. Jak vyzráli na lítého železňáka
- 8. Jak se rozešli a zase sešli
- 9. Jak nenašli jméno pro formelovou planetu
- 10. Co zažili na planetě šťastných motýlů
- 11. Co se dozvěděli od moudrého papouška
- 12. Jak získal Pišpunta měděný drátek
- 13. Jak se Hajásko vrátil na rybník Hamrák